# Sérgio Manoel Júnior
Sérgio Manoel Júnior (Santos, Brasil, 2 de març de 1972) és un futbolista brasiler que disputà quatre partits amb la selecció del Brasil.
| Estadístiques amb la Selecció de Brasil | Estadístiques amb la Selecció de Brasil | Estadístiques amb la Selecció de Brasil |
| Anys                                    | Partits                                 | Gols                                    |
| --------------------------------------- | --------------------------------------- | --------------------------------------- |
| 1995                                    | 1                                       | 0                                       |
| 1996                                    | 1                                       | 0                                       |
| 1997                                    | 0                                       | 0                                       |
| 1998                                    | 2                                       | 0                                       |
| Total                                   | 4                                       | 0                                       |